# Adansonia suarezensis
Espèce
Classification phylogénétique
Statut de conservation UICN

 EN B1+2c : En danger
Le Baobab de Suarez (Adansonia suarezensis) est une espèce d'arbre de la famille des Bombacaceae selon la classification classique, ou de celle des Malvaceae selon la classification phylogénétique. Elle constitue l'une des huit espèces de baobabs.
Cette espèce, originaire de Madagascar, est en voie de disparition.